# Поваров, Олег Алексеевич
Олег Алексеевич Поваров (5 марта 1938 года, Калуга — 7 декабря 2006 года, Москва) — российский учёный, доктор технических наук, профессор кафедры Паровых и газовых турбин МЭИ, трижды Лауреат Государственных премий СССР и РФ. Президент Российской Ассоциации «Геотермальное Энергетическое Общество».

## Биография
Олег Алексеевич Поваров родился 5 марта 1938 года в г. Калуге.
В 1958 году поступил на энергомашиностроительный факультет Московского энергетического института на специальность паровые и газовые турбины. В годы учёбы работал в стройотрядах. Был командиром объединённого студенческого строительного отряда, работал на целине.
В 1964 году, после окончания института и получения квалификации инженера-механика поступил в аспирантуру на кафедру Паровых и газовых турбин МЭИ. Кафедрой в то время руководил чл.-корреспондент АН СССР Андрей Владимирович Щегляев. Научным руководителем Поварова был специалист в области газодинамики турбомашин, доктор технических наук, профессор Михаил Ефимович Дейч. В 1969 году он защитил кандидатскую диссертацию на тему «Исследование сепарирующей способности турбинных ступеней, работающих во влажном паре». В 1982 году защитил докторскую диссертацию.
В 1977—1978 годах стажировался в Массачусетском технологическом институте (США), в 1981 году читал лекции в Мичиганском университете (США).
После аварии на Чернобыльской АЭС в СССР приостановилось строительство новых атомных энергоблоков и затормозилось развитие атомной энергетики. О. А. Поваров переключился на геотермальную энергетику. Под его руководством с 1989 года в СССР, в рамках государственной научно-технической программы Миннауки России «Экологически чистая энергетика», начались работы по созданию оборудования геотермальных электрических и тепловых станций. Были разработаны блочно-модульные ГеоЭС малой мощности.
В начале 1990-х годов О. Поваров ездил в Никарагуа и убедил президента Никарагуа Виолетту Барриос де Чаморро в преимуществах геотермальной энергетики. Российские специалисты были готовы построить в стране Геотермальные электростанции. В 1992 году для строительства было создано акционерное общество, предполагалось строительство ГеоЭС мощностью около 120 МВт. К середине 1994 года в стране изменилась политическая обстановка и работа была остановлена.
В последние годы жизни Олег Алексеевич Поваров работал над созданием бинарных энергоблоков — установок, использующих в качестве рабочего тела пары веществ, способных кипеть при низких температурах.
Олег Алексеевич Поваров является автором около 300 научных работ, патентов, статей, 4 книг. Под его руководством в МЭИ были защищены докторская и кандидатские диссертации (Томаров Г. В., Никольский А. И., Семёнов В. Н. и др.).

## Награды и звания
- Трижды Лауреат Государственных премий СССР и РФ
- Премия Совета Министров СССР (1990) — за разработку метода защиты энергетического оборудования от коррозии с помощью плёнкообразующих аминов.

## Труды
- Исследования и расчёты турбин влажного пара / О. А. Поваров, Г. А. Филиппов, В. В. Пряхин. М., 1973.
- Учебное пособие по курсам «Турбины ТЭС и АЭС. Турбомашины. Динамика и прочность турбомашин». Эрозия и коррозия в паровых турбинах / Г. А. Филиппов, О. А. Поваров; Ред. Л. И. Селезнёв; Моск. энерг. ин-т. — Москва : МЭИ, 1986. — 54 с.